# Polyaniline
La polyaniline, souvent abrégée en PAni, est un polymère conducteur aux multiples applications en raison de sa stabilité chimique, de sa conductivité électrique élevée, et de la facilité de sa synthèse et de son dopage.

## Production, propriétés et structure
On produit de la polyaniline essentiellement par polymérisation oxydative de l'aniline avec le persulfate d'ammonium (NH4)2S2O8 comme oxydant. Les réactifs sont chacun dissous dans de l'acide chlorhydrique à 1 mol·l-1 (ou dans un autre acide) et mis en contact de façon très progressive en raison du caractère très exothermique de la réaction. Le polymère produit précipite sous forme de particules micrométriques dispersées de façon instable dans la solution. Ce schéma de base a été considérablement amélioré depuis sa découverte pour aboutir à des matériaux aux propriétés contrôlées jusqu'au développement de nanomatériaux,.
La polyaniline peut être fabriquée sous forme de films ou de dispersions stables disponibles sur le marché depuis la fin des années 1990. Dans de telles dispersions, la polyaniline peut présenter des propriétés métalliques, ce qui en fait un polymère métallique, parfois qualifié de « nanométal organique ». La conductivité électrique de ces matériaux alliée à leur nature organique permet leur utilisation comme fil textile conducteur d'électricité, textiles antistatiques, blindage électromagnétique et électrodes flexibles. Leur potentiel d'oxydo-réduction est par ailleurs intermédiaire entre celui des couples Cu2+/Cu+ et Ag2+/Ag+, ce qui permet leur utilisation massive dans la fabrication de circuits imprimés et à des fins de protection contre la corrosion.
Les propriétés macroscopiques de la polyaniline peuvent être assez largement expliquées par les variations de sa structure moléculaire, en particulier la formation de complexes entre le métal organique qu'est la polyaniline et des métaux standards tels que le cuivre, le fer, l'indium et d'autres. Par ailleurs, l'augmentation de la conductivité de la polyaniline irait de pair avec l'apparition de certains motifs structurels privilégiés, tels que de courts segments hélicoïdaux dans l'arrangement des chaînes macromoléculaires.

## États d'oxydation, éméraldine et dopage
L'aniline peut polymériser en formant des liaisons amine C–NH–C ou des liaisons imine C=N–C dont la proportion respective détermine le degré d'oxydation du polymère final : les liaisons amine correspondent à l'état réduit tandis que les liaisons imine correspondent à l'état oxydé. Si l'on désigne par m la fraction de liaisons imine (état oxydé) et n la fraction de liaisons amine (état réduit) alors on distingue les trois états d'oxydation typiques suivants :
- (m ; n) = (0 ; 1) correspond à la leucoéméraldine (abrégée LE, incolore ou de couleur blanche), avec 100 % de liaisons amine C–NH–C (état entièrement réduit) ;
- (m ; n) = (0,5 ; 0,5) correspond à l’éméraldine base (abrégée EB, de couleur bleue), avec 50 % de liaisons amine C–NH–C et 50 % de liaisons imine C=N–C, son dopage avec un acide conduisant à l’éméraldine sel (abrégée ES, de couleur verte), dans laquelle une fraction des liaisons imine C=N–C est protonée C=N+H–C ;
- (m ; n) = (1 ; 0) correspond à la pernigraniline (abrégée PG, de couleur violette), avec 100 % de liaisons imine C=N–C (état entièrement oxydé).

Structure schématique de la polyaniline : n + m = 1, x = degré de polymérisation. Les paramètres n et m permettent de jouer sur l'état d'oxydation du polymère :
* (m ; n) = (0 ; 1) correspond à l'état réduit, incolore ou blanc (leucoéméraldine, LE), avec des liaisons amine ;
* (m ; n) = (0,5 ; 0,5) correspond à l'éméraldine sel (ES, verte) et à l'éméraldine base (EB, bleue) ;
* (m ; n) = (1 ; 0) correspond à l'état oxydé, violet (pernigraniline, PG)), avec des liaisons imine.

Parmi toutes ces formes de polyaniline, c'est l'éméraldine qui présente le plus grand intérêt technologique en raison de sa stabilité à température ambiante et de sa conductivité électrique sous forme d'éméraldine sel par dopage avec un acide, tandis que la leucoéméraldine et la pernigraniline sont de mauvais conducteurs, même après dopage. Il en résulte que la conductivité électrique et la couleur de la polyaniline sont deux indicateurs variant fortement avec l'état d'oxydation du matériau et son niveau de dopage, ce qui peut être mis à profit pour réaliser des appareils de mesure,.
Le dopage acido-basique de la polyaniline est réversible, la polyaniline peut donc se dédoper dans un milieu basique en revenant à son état isolant. Cette commutation entre les formes conductrices et isolantes rend la polyaniline sensible aux composés acide /base et réducteur/oxydant tels que l'ammoniac (NH3), l’hydrogène (H2), l’hydrogène sulfuré (H2S) et dioxyde d’azote (NO2),,